# Martha Krug-Genthe
Martha Krug-Genthe, née en 1871 et morte en 1945, est une géographe allemande. Première femme docteure au monde en géographie en 1901, cette pionnière a connu une carrière exceptionnelle pour une femme dans la géographie mondiale de la Belle Époque.

## Biographie

### En Allemagne, la première docteure en géographie au monde
Martha Krug est la première femme au monde à obtenir un doctorat de géographie, en 1901 à Heidelberg, sous la direction d'Alfred Hettner.
Dans sa thèse, Martha Krug examine comment les cartes hydrographiques sont utilisées pour cartographier les courants océaniques. Elle analyse notamment l’extension du Gulf Stream vers le nord-est, le courant nord-américain, pour dresser la carte des connaissances en plein essor dans le domaine de l'océanographie.
Selon Ginsburger, son doctorat est rendu possible par un contexte et un environnement favorables, à une époque où les femmes ne font pas de carrière universitaire. Krug suit les cours de Friedrich Ratzel à l’université de Leipzig, quelques années après Ellen Churchill Semple, première étudiante de géographie connue dans l’espace allemand, présente de façon clandestine comme auditrice libre en 1891-1892. Krug rencontre Alfred Hettner à Leipzig, qui lui fait soutenir son doctorat et publier plusieurs articles sur l’enseignement de la géographie dans les systèmes scolaires allemand et américain, dans la revue qu’il fonde en 1895, la Geographische Zeitschrift.

### Aux États-Unis
Krug se marie en 1901 avec Karl Wilhelm Genthe, et le rejoint à Boston la même année. Zoologue, il est employé dans diverses universités privées des États-Unis.
En 1901, le magazine National Geographic publie un article de 14 pages qu’elle rédige sur la géographie allemande. Elle obtient ensuite un poste d'enseignante à la Beacon School de Hartford, une école secondaire pour jeunes femmes où elle enseigne la géographie.
Experte de la géographie scolaire des deux pays, elle s’impose aux côtés de Semple dans les institutions disciplinaires nationales (Association of American Geographers - AAG) et internationales (Congrès international de géographie de Washington).
Au congrès géographique international de Washington de 1904, Martha Krug-Genthe est choisie pour prononcer l'« Hommage », un discours commémorant Friedrich Ratzel, le géographe culturel le plus influent de cette époque. Elle présente aussi un article sur « La géographie scolaire aux États-Unis » dans la section consacrée à la géographie et à l'éducation, seule section ouverte aux femmes.
Elle figure parmi les 48 membres fondateurs de l'AAG, seule femme aux côtés d’Ellen Churchill Semple, et également la seule des 48 fondateurs de l'AAG présents à Philadelphie à posséder un doctorat en géographie,.
Martha Krug-Genthe est nommée rédactrice associée du Bulletin of the American Geographical Society. Cette affiliation renforce ses références professionnelles et constitue le seul point d'ancrage sûr qui lui est accessible en tant que femme dans le monde de la géographie universitaire.
En 1907, le Bulletin of the American Geographical Society publie son ouvrage Valley Towns of Connecticut. Il s'agit d'une étude régionale des facteurs économiques à l'origine de l'évolution du système urbain de Hartford en tant que centre prééminent de la vallée de la rivière Connecticut.

### Retour en Allemagne
Son retour en Allemagne en 1911 signe sa sortie totale et définitive du champ disciplinaire.

### Une pionnière
Krug-Genthe a connu une carrière courte (une décennie) mais très visible, à une époque très contraignante pour les femmes. Ginsburger mentionne qu’« on ne sait si elle dut s’expatrier pour suivre son mari et favoriser sa carrière au détriment de la sienne, ou si elle fit le choix de renoncer à un très hypothétique poste universitaire en Allemagne pour s’investir dans la géographie scolaire qui lui était seule ouverte, étant peu valorisée dans la géographie germanique mais en plein essor aux États-Unis. Elle y trouva une indéniable forme de reconnaissance, dans un champ disciplinaire américain alors beaucoup moins prestigieux qu’en Allemagne, mais valorisant les compétences de cette outsider et donnant aux femmes une place plus favorable, en tout cas dans l’enseignement pré-universitaire ».